# Missionary Man
«Missionary Man» — песня британского музыкального дуэта Eurythmics, написанная Энни Леннокс и Дэвидом Стюартом для шестого студийного альбома Revenge (1986). В виде четвёртого сингла песня вышла в 1986 году в США и в 1987 году в Великобритании и других странах Европы. «Missionary Man» стала шестым синглом с альбома Revenge. В Billboard Hot 100 сингл поднялся до 14 места. В Америке песню много играли на радио, из-за чего она смогла достичь верхней строчки в чарте Billboard Hot Mainstream Rock Tracks, став единственной песнью Eurythmics, когда-либо достигшей вершины этого чарта. В Великобритании песня не имела большого успеха и поднялась лишь до 31 позиции в UK Singles Chart. Наибольшего успеха песня добилась в австралийских чартах, где попала в десятку лучших. За «Missionary Man» группа Eurythmics получила премию «Грэмми» в номинации «Лучшее вокальное рок исполнение дуэтом или группой».
Музыкальное видео «Missionary Man» было одним из целого ряда новаторских клипов Eurythmics. Клип много крутили на MTV и он получил номинацию на премию MTV Video Music Awards в категории «Лучшее видео года».

## Список композиций
Великобритания 7"
- A: «Missionary Man» [single edit]
- B: «The Last Time» [Live at The Roxy in Los Angeles]

Великобритания 12"
- A: «Missionary Man» [extended version]
- B: «The Last Time» [Live at The Roxy in Los Angeles]

США 7"
- A: «Missionary Man» [single edit]
- B: «Take Your Pain Away»

США 12"
- A: «Missionary Man» [extended version]
- B: «Take Your Pain Away»

## Позиции в чартах
| Чарт (1986/1987)                                        | Наивысшая позиция |
| ------------------------------------------------------- | ----------------- |
| Belgian Singles Chart                                   | 16                |
| Canadian Singles Chart                                  | 13                |
| Dutch Singles Chart                                     | 77                |
| Irish Singles Chart                                     | 13                |
| New Zealand Singles Chart                               | 12                |
| UK Singles Chart                                        | 31                |
| U.S. Billboard Hot 100                                  | 14                |
| U.S. Billboard Dance/Club Play Songs Chart              | 6                 |
| U.S. Billboard Hot Dance Music/Maxi-Singles Sales Chart | 18                |
| U.S. Billboard Maintstream Rock Chart                   | 1                 |

## Кавер-версии
- Ghost — «Popestar» EP (2016)